# サクラローレル
サクラローレル（欧字名:Sakura Laurel、1991年5月8日 - 2020年1月24日）は、日本の競走馬、種牡馬。
1996年のJRA賞年度代表馬、JRA賞最優秀5歳以上牡馬である。同年の天皇賞（春）（GI）、有馬記念（GI）を優勝した。その他の勝ち鞍に、1995年の金杯（東）（GIII）、1996年の中山記念（GII）、オールカマー（GII）。

## デビューまで

### 持込、誕生までの経緯
ローラローラは、フランスで生産された父サンシリアンの牝馬である。主に日本で馬主をしている全演植が自身の所有馬で凱旋門賞を優勝することを目指し、フランスで競走馬を20頭ほどをまとめて購入。その際「おまけのように」（井口民樹）付いてきたのがローラローラであった。全の所有の下、フランスで競走馬としてデビューし、1988年のセーヌ賞（準重賞）では3着となるなど6戦1勝。引退後は繁殖牝馬となり、まずファビュラスダンサーと交配し、1990年に初仔を生産。続く2年目の交配では、全が「凱旋門賞（優勝）馬の仔で凱旋門賞を取りたい」と考え、相手に1985年優勝馬のレインボウクエストを選択。受胎が確認された後に日本に輸入された。それまで、サクラチヨノオーやサクラチトセオーなど全の活躍馬を多く生産してきた北海道静内町の谷岡牧場に繋養された。1991年5月8日、谷岡牧場にて、2番仔となる牡馬（後のサクラローレル）が誕生する。この2番仔は、持込馬に分類された。

### 幼駒時代
2番仔の誕生直後に居合わせた境勝太郎調教師は「皮膚がとても薄くきれいな、いい馬だった。鼻の穴が大きくて、馬相が良かった」。谷岡牧場の谷岡康成は「いい馬でしたね。品もありましたし、デキのよさにも自信が持てました。この時点で、”クラシック戦線を賑わしてくれるだろう”という予感がありましたね」と述べている。境の孫で、小島太騎手の息子である牧場従業員、小島良太が当歳暮れから2番仔に育成を施した。2番仔を「ローラ」と呼ぶ良太は「ひょろとした馬。細くて長い不格好な」馬であると評している。全が代表を務める株式会社さくらコマースの所有馬は、多くが境厩舎に入厩するためサクラの「主戦厩舎」となっていた。ところがこの2番仔は、境が日本で実績のないレインボウクエスト産駒だったために受け入れを躊躇。2番仔の行先は、2歳になっても決まらなかった。ただ、境厩舎のあるサクラの馬1頭が故障した際、境が全に対し代わりを要求したため、残り物の2番仔が境に割り当てられた。
2番仔には、冠名の「サクラ」に「ローレル」を組み合わせた「サクラローレル」という競走馬名が与えられる。サクラローレルが3歳となった1993年秋、美浦トレーニングセンターの境厩舎に入厩する。

## 競走馬時代

### 4歳（1994年）
成長が遅く、かつ飛節が弱いなど、体質が弱かった。そのため、出走できる状態になるまで時間を要し、3歳ではデビューすることができなかった。4歳となった1994年1月6日、骨膜炎を抱えながらも、中山競馬場の新馬戦（芝1600メートル）でデビュー、1番人気に推されて9着。続く2戦目の新馬戦は、3着。開催が東京に移った1月30日、弱い脚元を考慮してダートに転向。5番手から直線大外に持ち出し、後方に3馬身差をつけて初勝利を挙げた。その後は、5月の東京優駿（日本ダービー）を目標に、まず500万円以下に参戦。この頃から脚元が万全になったことで、間隔を詰めることができるようになった。初勝利から3週間後の芝では6着。その2週間後のダートでは、出遅れてタイキブリザードに4分の3馬身差、後方に7馬身差の2着。騎乗したオリビエ・ペリエは「勝った馬は確かに強いがこの馬も強い。芝向きなのではないか?」と語ったという。さらに3週間後の3月26日のダートでは、好位から直線で抜け出し、後方に2馬身半差をつけて優勝、500万円以下は3戦で突破した。
続いて4月30日、東京優駿の「ダービー指定オープン重賞」である青葉賞（GIII）に出走。若葉ステークス4着の2勝馬エアダブリン、弥生賞5着の1勝馬ノーザンポラリスに次ぐ3番人気で出走。中団後方を追走し、直線では馬場の最も内側から追い上げた。先に抜け出していたエアダブリンを目指したが、半馬身以上及ばなかった。3着は確保し、東京優駿の優先出走権を獲得した。しかし、かねてより不安のあった右後肢の球節炎が発症したため、もしくは連戦の影響で体調が整わなかったため、東京優駿出走を断念。笹針を打って休養し、夏休みとなった。
秋は9月4日、新潟競馬場の佐渡ステークス（900万円以下、芝2000メートル）で復帰し3着。続いて菊花賞の優先出走権が与えられる競走であるセントライト記念（GII）に、東京優駿2着のエアダブリンに次ぐ2番人気で出走し、8着。その後は菊花賞ではなく、900万円以下に進んだ。1番人気2着2回を経て11月20日、同厩舎の活躍馬で、マイルチャンピオンシップに出走するサクラバクシンオーに帯同する形で京都競馬場へ遠征。出走した比良山特別（900万円以下、芝2200メートル）では、後方待機から直線で抜け出し、2馬身差をつけて優勝し、3勝目を挙げる。それから関東に戻り12月18日、距離を延ばした芝2500メートルの冬至ステークス（1500万円以下）では、第3コーナーから先頭、直線で伸びて2馬身差をつけて連勝。13戦を要してオープンクラスに昇格した。

### 5歳（1995年）

#### 重賞初勝利
前年12月から連戦して1995年1月5日、重馬場の開催となった金杯（東）（GIII）に出走。皐月賞7着、東京優駿8着の同期オフサイドトラップが3.0倍の1番人気に推され、それに次ぐ4.9倍の2番人気であった。スタートから逃げ馬がハイペースで逃げる中、中団を追走。第3コーナーにて大外から進出し、失速する先行勢を吸収、最終コーナーをオフサイドトラップに並ぶ2番手で通過した。直線で伸びるとオフサイドトラップを突き放して独走、後方に2馬身半差をつけて入線。3連勝で重賞タイトルに到達した。サクラの主戦騎手で、新馬戦からここまで、ほぼすべてのレースで騎乗していた小島太は「3コーナーあたりからハミを取らせたら、行きっぷりが他馬と違いました。もうそのあたりで勝ったと思いましたね。（中略）まさかこんなに強い勝ち方をしてくれるとは。大目標は春の天皇賞です。距離に関しては全く問題ないし、このまま順調に行けばかなり期待できますよ。（強調は引用者）」、境は「（前略）春の天皇賞に行っても十分勝負になると思います。（強調は引用者）」、谷岡も「天皇賞（春）を目指すと聞いております。（ナリタ）ブライアン? まだ対戦したことがないので楽しみにしているんですが（後略、カッコ内補足加筆者）」と述べている。
続いて天皇賞（春）のステップレースとして、2月19日の目黒記念（GII）に出走。単勝オッズ1.5倍、同期のセントライト記念優勝馬ウインドフィールズ、年上の日経賞優勝馬ステージチャンプを8倍台に押しのける1番人気に支持された。スタートから中団に待機。第3コーナーから位置を上げ、好位で最終コーナーを通過した。直線では、早めに抜け出したものの、後方から追い込んだ6番人気ハギノリアルキングに並ばれた。競り合いに負けてクビ差の2着。ハギノリアルキングはコースレコードを樹立、サクラローレル自身もレコードを更新するタイムで走破したが敗北。小島は「仕掛けが早かったとは思わない。でも左回りだとちょっと手前の替え方がぎこちないね」と述べている。

#### 骨折
その後は、4月23日に京都で行われる目標・天皇賞（春）に向けて、栗東トレーニングセンターに移動し調整を実施。しかし、調教中に骨折。両前脚深管骨折、もしくは両前脚第三中中手骨骨折と伝えられる。そのうえ競走能力喪失に「等しい」「近い」という診断が下された。競走能力のみならず、命をも失う危険のある重傷であったが、治療によって一命を取り留めることに成功した。競走能力喪失と診断されれば、多くの場合その競走馬は引退となる。だが、境はサクラローレルの貴重なヨーロッパの血統と、併せ持つ高い能力を諦めることができず、現役続行させることを決断した。療養は厩舎において行われた。この間に担当厩務員の佐々木里司が定年により引退。境は新たな担当厩務員を募集したが、誰も故障馬の世話をやりたがらなかったため、自身の孫の小島良太を指名する。良太はサクラローレルの育成に携わった後、ヨーロッパ修業、保田隆芳厩舎を経て、嶋田潤厩舎の調教助手を任されていたが、境は、嶋田の了承を経た上で良太を厩舎に引き入れている。復帰の時期については、当初この年の暮れを目標にしていたが、翌1996年1月6日のガーネットステークスに延期。球節に不安が出たことから、再び延期して3月10日の中山記念での復帰となった。

### 6歳（1996年）

#### 中山記念
1年1カ月の休養を経て6歳となった1996年、3月10日の中山記念（GII）で復帰。この間に主戦騎手を務めていた小島太は騎手を引退。良太の提案により、横山典弘が新たな主戦騎手となった。前年の皐月賞優勝馬、東京優駿2着、天皇賞（秋）2着のジェニュインが3.7倍の1番人気、以下、前年の京都新聞杯など4歳限定重賞3勝のナリタキングオーが4.4倍、前年の中山記念3着のエーブアゲインが6.5倍、セキテイリュウオー、サイレントハピネスなどが続く中、サクラローレルは、19.5倍の9番人気であった。スタートから後方3番手を追走し、第3コーナーから進出。最終コーナーで先行勢の外に持ち出して、追い上げた。内ではジェニュインや14番人気ペガサスが抜け出しを図っていたが、その外から末脚を使って差し切り、横山が手綱を緩めて先頭で入線。後方に1馬身4分の3差をつけて、重賞2勝目を挙げる。この時、直線で見せた末脚は「怒涛の末脚」（三好達彦）「ごぼう抜き」（白石俊）と語られた。横山は「緩急自在に対応できるし、馬込みもまったく苦にしません。自分の持っていた印象とは、まったく違っていました。凄い馬ですよ。」と述べている。中384日に空けての重賞勝利は、スズパレードの中461日に次いで歴代2位だった。

#### 天皇賞（春）
4月21日、前年に欠場した天皇賞（春）（GI）に出走を果たす。単勝オッズ14.5倍の3番人気に推される。それ以上に人気を集めたのは、前哨戦の阪神大賞典（第44回阪神大賞典）にて、接戦の末にアタマ差で決着した2頭であった。その勝者ナリタブライアンが1.7倍の1番人気となる。前々年にクラシック三冠を果たし、有馬記念、阪神大賞典を連勝。その後は連敗し、この阪神大賞典で1年ぶりの勝利を挙げたばかりだった。そして、マヤノトップガンが2.8倍の2番人気となる。菊花賞と有馬記念を連勝、古馬初戦に阪神大賞典でナリタブライアンにアタマ差敗れていた。対戦成績1勝1敗、共に年度代表馬である2頭に人気は集中。特に馬番連勝式の2頭の組み合わせは、支持率37.5パーセント、116億円が投じられているという「二強」状態であった。一方のサクラローレルは、この2頭との対決経験がなかった。3番人気の評価は『優駿』によれば「真に実力を評価されたというよりも、未知の魅力を買われたという要素が大きかった。」と伝えられる。
1枠1番からスタートして、中団の内、ナリタブライアンの近くを追走。スローペースの中、ナリタブライアンが2周目の向こう正面で動き、先行するマヤノトップガンに接近、最終コーナー手前では2頭が並び立っていた。サクラローレルはナリタブライアンを追って2頭の背後を確保して、最終コーナーを通過。直線入ってまもなく、ナリタブライアンがマヤノトップガンを下して先頭となっていたが、その後方外から末脚を発揮。ナリタブライアンを差し切って差を広げ、先頭で入線した。GI初勝利、ナリタブライアンに2馬身半差をつけての優勝は「金星」（蔵内哲爾）と呼ばれるほど価値の高いものであった。
横山は「サクラローレルの力を信じて乗りました。それと4（最終）コーナーで（ナリタ）ブライアンの直後につけられたのも勝因のひとつでしょうね。（中略）想像以上の末脚を使ってくれました。直線では相手（中略）以上の瞬発力を持っていましたね。（ナリタ）ブライアンを交わした〔ママ〕時に、勝利を確信しました。（後略）」と述懐している。前年の天皇賞（秋）はサクラチトセオーが勝利しており、境および谷岡牧場、さくらコマースは天皇賞秋春連覇。境は、グレード制導入以降、史上3例目となる管理馬の連覇となり、別の管理馬で成し遂げたのは史上初めてであった。また横山は天皇賞初勝利、父横山富雄が1969年秋をメジロタイヨウで、1971年春をメジロムサシで勝利しており、伊藤正四郎・正徳親子に続いて、史上2組目の天皇賞親子制覇となった。（レースの詳細は第113回天皇賞を参照。）

#### 有馬記念
天皇賞（春）優勝後は「暑い時期に無理をさせたくない」として宝塚記念を見送り、厩舎に留まり笹針治療が施されて夏休みを過ごした。秋は、オールカマーで始動し天皇賞（秋）、有馬記念に出走するプランを計画。オールカマーでの復帰は相性の良い中山を走らせたかったため、ジャパンカップ見送りは4戦すると「馬に負担がかかって」（境）しまうためであった。また、天皇賞（秋）と有馬記念出走は、良太によれば「オールカマーを叩いたあと、秋のGI3連覇を狙うのはきつい」として、1戦を諦め「歴史のある」（良太）2戦を選択したためであった。
9月15日、重馬場のオールカマー（GII）では、天皇賞の後、宝塚記念を勝利したマヤノトップガンが1.8倍、それに次ぐ1.9倍の2番人気で出走する。スタートから中団を追走し、位置を上げて最終コーナーを4番手で通過。直線では内を突いて抜け出し、先行したマヤノトップガンなどとの差を広げた。後方に2馬身半差をつけて先頭で入線、重賞連勝を果たした。続いて10月25日の天皇賞（秋）に、マーベラスサンデー、バブルガムフェロー、マヤノトップガンを上回る1番人気で出走。スタートで出遅れ、直線では外から追い込んだものの、勝負所で進路を確保できなかった。内に転進してから伸びるも、抜け出していたバブルガムフェローに半馬身以上敵わず3着。この敗戦に境は、「わざわざ馬込みに突っ込んで、全く自分から負けに行った。今度は俺が乗ってきっちりと勝ってやる」と感じたが、横山の続投となる。横山は「外を回れば楽に差し切れたのに・・・・最高に下手に乗った」と振り返っている。

その後は予定通り、ジャパンカップを見送り、12月22日の有馬記念（GI）に出走。単勝オッズ2.2倍の1番人気となり、以下、天皇賞（秋）2着のマヤノトップガンが5.9倍、同4着のマーベラスサンデーが8.4倍、ファビラスラフインとヒシアマゾンが9倍台で続いた。このレースは、史上最高売上、後に1レースの売上のギネス世界記録と認定される総額875億104万2400円が投じられている。そのうち、単勝式の売上は24億6434万円であり、1番人気サクラローレルの単勝支持率は36パーセントを占めていた。
4枠6番からスタートし、中団の内側を追走。第3コーナーで外に持ち出し進路を確保、位置を上げて先行するマーベラスサンデーの直後を得て、最終コーナーを通過した。直線では、先頭をマヤノトップガンとマーベラスサンデーで争っていたが、サクラローレルがその外からまとめてかわした。以後独走し、後方に2馬身半差をつけて入線、GI2勝目を挙げた。
横山、境、さくらコマースは共に有馬記念初優勝。横山はこれがJRA通算700勝目であった。また横山は、年初めの重賞である中山金杯をベストタイアップで制しており、1991年熊沢重文以来4人目となる、同一年の初めと終いに行われる重賞の両方制覇を果たしている。横山は「前回は悔しい思いをしていたので自分自身のために負けられなかった。ほんとうに勝ててよかった」と述べている。
有馬記念が催される前までは、突出した成績を残した馬がおらず、JRA賞年度代表馬の行方は定まっていなかった。看板であるクラシックのタイトル5つは5頭で分け合っており、GI2勝馬はスプリント戦線を統一したフラワーパークのみであった。そのため権威の高い「有馬記念を勝った馬が、最も（JRA賞）年度代表馬に近い馬」（『優駿』）だと広く認識されていた。そんな中、サクラローレルが、古馬の一線級らに2馬身半差をつけて完封し、1989年イナリワン以来史上10頭目となる「天皇賞（春）優勝馬による有馬記念優勝」を達成する。権威のある王道路線でナリタブライアンやマヤノトップガンを下して日本一を証明しつつ、GIタイトル数でフラワーパークに並んだことで、年度代表馬の投票はサクラローレルに集中した。全183票中179票を得て、年度代表馬を受賞を果たす。次点4頭――バブルガムフェロー、ファビラスラフイン、フラワーパーク、ホクトベガをそれぞれ1票に留めたうえでの選出だった。加えて全183票中183票、満票でJRA賞最優秀5歳以上牡馬も受賞している。

### 7歳（1997年）
2月28日、境が定年のため調教師を引退、サクラローレルは騎手引退後、調教師に転身した小島太厩舎に転厩する。境は「死ぬまでに一度は有馬記念を勝ちたい」と述べていたが、それは定年直前、最後のチャンスでサクラローレルによって叶えられていた。境はサクラチヨノオーやサクラユタカオー、サクラチトセオー、スリージャイアンツなどを管理してきた調教師人生を振りかえり、サクラローレルをそれらを上回る「最強」の馬、「これほど強い馬は初めて」だと評している。
有馬記念後は、球節に軽い骨折が判明して休養する。アクシデントがなければ、ドバイワールドカップ出走や、ヨーロッパの長期滞在を経て、凱旋門賞参戦の選択肢も視野に入れていたが、実現しなかった。骨折により、調整が遅れたため、4月27日の天皇賞（春）に直行することとなった。単勝オッズ2.1倍の1番人気であり、以下、有馬記念7着、阪神大賞典優勝から臨むマヤノトップガンが3.7倍、有馬記念2着、産経大阪杯優勝から臨むマーベラスサンデー4.1倍であった。スタートから中団を追走、第3コーナーで進出。直線ではマーベラスサンデーとの競り合いを制したが、マヤノトップガンにかわされて1馬身半差の2着となった。（このレースの詳細は第115回天皇賞を参照。）
その後は、亡き全演植の夢だった凱旋門賞、日本調教馬としては1969年スピードシンボリ、1972年メジロムサシ、1986年シリウスシンボリに続いて28年ぶり4頭目となる参戦を目指した。8月にフランスへ移動し、シャンティイ競馬場近くの調教場に滞在する。この滞在の鞍上は、武豊が起用された。良太は当初、横山とのコンビに拘りを持っていた。しかし横山は、ドーヴィル競馬場での日仏騎手対抗競走に出場したついでに、滞在中の厩舎を訪れている。横山は、良太と武に握手をさせて、仲介した。
9月14日、前哨戦としてロンシャン競馬場のフォワ賞（G3）に参戦、武は「ロンシャンコースの追い切りのつもりで乗ってきます」と述べていた。現地の新聞23紙のうち、7紙で本命視され、現地の人気は単勝オッズ2.8倍の1番人気であった。スタートから3、4番手を追走したが、直線で後退。最下位8着で入線直後に、武は下馬。翌15日の精密検査で、右前脚屈腱不全断裂が判明した。現地の獣医師は薬殺を宣言したが、良太がそれを阻止している。凱旋門賞には出走せず、フランスで引退が決定。帰国した後の12月20日、中山競馬場で引退式が行われた。

## 種牡馬時代

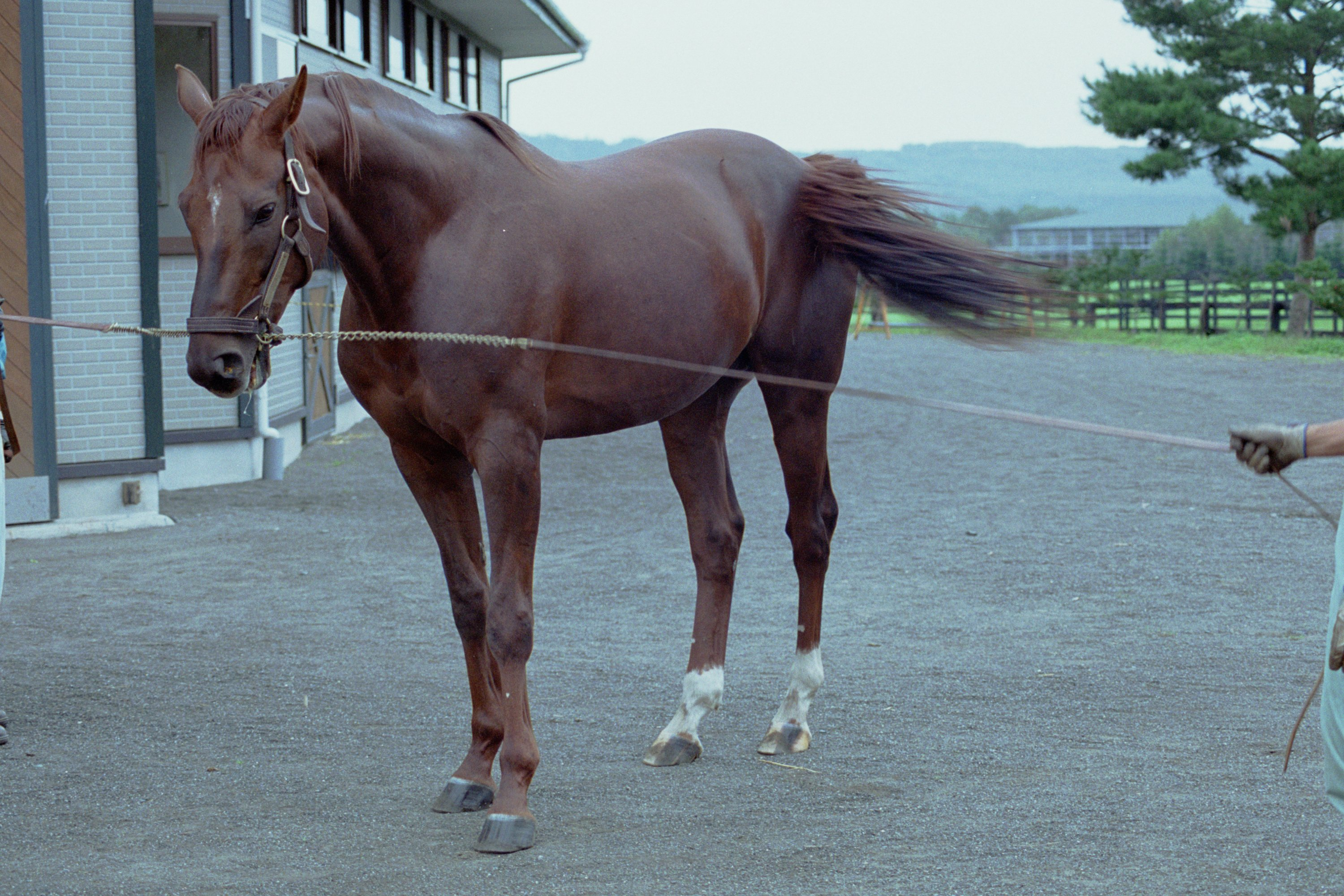
2000年9月、静内スタリオンステーション

引退後は、北海道静内町の静内スタリオンステーションで種牡馬となった。2004年に静内スタリオンステーションが閉鎖したため、2005年からはアロースタッドに移動。2010年からは新和牧場に移動した。2012年に種牡馬を引退、以後余生を過ごした。2020年1月24日朝に老衰のため29歳（現年齢）で死亡した。
初年度産駒から、ローマンエンパイア（牡、母父:Law Society）が2002年の京成杯（GIII）を勝利し、クラシックにも出走。2年目産駒のサクラセンチュリー（牡、母父:ノーザンテースト）は、2004年の鳴尾記念（GIII）、2005年の日経新春杯（GII）、アルゼンチン共和国杯（GII）を勝利した。ブルードメアサイアーとしての産駒に、2017年帝王賞（JpnI）、2018年川崎記念（JpnI）、JBCクラシック（JpnI）に勝利したケイティブレイブ（牡、父:アドマイヤマックス）がいる。

## 競走成績
以下の内容は、netkeiba.comおよびJBISサーチの情報に基づく。
| 競走日 | 競走日 | 競走日 | 競馬場     | 競走名           | 格   | 距離（馬場）  | 頭 数 | 枠 番 | 馬 番 | オッズ （人気） | オッズ （人気） | 着順 | タイム （上がり3F） | タイム （上がり3F） | 着差 | 騎手      | 斤量 [kg] | 1着馬（2着馬）         | 馬体重 [kg] |
| ------ | ------ | ------ | ---------- | ---------------- | ---- | ------------- | ----- | ----- | ----- | --------------- | --------------- | ---- | ------------------- | ------------------- | ---- | --------- | --------- | ---------------------- | ----------- |
| 1994.  | 01.    | 06     | 中山       | 4歳新馬          |      | 芝1600m（良） | 15    | 4     | 7     | 01.8            | （1人）         | 09着 | 1:37.9              | （37.6）            | -1.0 | 0小島太   | 55        | シャインフォード       | 488         |
|        | 01.    | 15     | 中山       | 4歳新馬          |      | 芝1600m（重） | 13    | 8     | 13    | 06.7            | （2人）         | 03着 | 1:37.8              | （38.1）            | -0.7 | 0小島太   | 55        | マツブリジャンテ       | 480         |
|        | 01.    | 30     | 東京       | 4歳未勝利        |      | ダ1400m（重） | 14    | 4     | 6     | 02.7            | （1人）         | 01着 | 1:26.6              | （37.1）            | -0.5 | 0小島太   | 55        | （シクレノンヴォルク） | 480         |
|        | 02.    | 19     | 東京       | 春菜賞           | 5下  | 芝1600m（良） | 12    | 7     | 10    | 08.6            | （4人）         | 06着 | 1:35.9              | （35.7）            | -0.4 | 0小島太   | 55        | インディードスルー     | 480         |
|        | 03.    | 06     | 中山       | 4歳500万下       |      | ダ1800m（良） | 7     | 3     | 3     | 04.4            | （2人）         | 02着 | 1:54.1              | （38.7）            | -0.1 | 0O.ペリエ | 55        | タイキブリザード       | 480         |
|        | 03.    | 26     | 中山       | 4歳500万下       |      | ダ1800m（良） | 10    | 7     | 7     | 01.2            | （1人）         | 01着 | 1:53.9              | （37.7）            | -0.4 | 0小島太   | 55        | （キャンドルタイム）   | 480         |
|        | 04.    | 30     | 東京       | 青葉賞           | GIII | 芝2400m（良） | 17    | 5     | 9     | 07.1            | （3人）         | 03着 | 2:28.9              | （35.0）            | -0.1 | 0小島太   | 56        | エアダブリン           | 480         |
|        | 09.    | 04     | 新潟       | 佐渡S            | 9下  | 芝2000m（良） | 9     | 5     | 5     | 03.4            | （2人）         | 03着 | 2:01.3              | （36.0）            | -0.6 | 0小島太   | 56        | ダイゴウソウル         | 490         |
|        | 09.    | 25     | 中山       | セントライト記念 | GII  | 芝2200m（重） | 11    | 7     | 9     | 02.9            | （2人）         | 08着 | 2:17.0              | （36.9）            | -1.1 | 0的場均   | 56        | ウインドフィールズ     | 484         |
|        | 10.    | 15     | 東京       | 六社特別         | 9下  | 芝1800m（良） | 9     | 6     | 6     | 01.2            | （1人）         | 02着 | 1:47.5              | （34.5）            | -0.3 | 0小島太   | 56        | バースルート           | 490         |
|        | 10.    | 30     | 東京       | 秋興特別         | 9下  | 芝2000m（良） | 10    | 6     | 6     | 01.4            | （1人）         | 02着 | 2:01.5              | （34.1）            | -0.1 | 0小島太   | 55        | ブランドミッシェル     | 488         |
|        | 11.    | 20     | 京都       | 比良山特別       | 9下  | 芝2200m（良） | 7     | 1     | 1     | 01.5            | （1人）         | 01着 | 2:14.1              | （34.4）            | -0.3 | 0小島太   | 55        | （メジロスズマル）     | 488         |
|        | 12.    | 18     | 中山       | 冬至S            | 15下 | 芝2500m（良） | 14    | 8     | 14    | 02.1            | （1人）         | 01着 | 2:33.5              | （35.1）            | -0.3 | 0小島太   | 56        | （ハヤテマジシャン）   | 486         |
| 1995.  | 01.    | 05     | 中山       | 金杯（東）       | GIII | 芝2000m（重） | 16    | 6     | 11    | 04.9            | （2人）         | 01着 | 2:00.5              | （36.4）            | -0.4 | 0小島太   | 55        | （ゴールデンアイ）     | 490         |
|        | 02.    | 19     | 東京       | 目黒記念         | GII  | 芝2500m（良） | 12    | 4     | 4     | 01.5            | （1人）         | 02着 | 2:31.2              | （35.9）            | -0.1 | 0小島太   | 56.5      | ハギノリアルキング     | 490         |
| 1996.  | 03.    | 10     | 中山       | 中山記念         | GII  | 芝1800m（良） | 15    | 3     | 5     | 19.5            | （9人）         | 01着 | 1:47.2              | （34.8）            | -0.3 | 0横山典弘 | 57        | （ジェニュイン）       | 496         |
|        | 04.    | 21     | 京都       | 天皇賞（春）     | GI   | 芝3200m（良） | 16    | 1     | 1     | 14.5            | （3人）         | 01着 | 3:17.8              | （34.7）            | -0.4 | 0横山典弘 | 58        | （ナリタブライアン）   | 484         |
|        | 09.    | 15     | 中山       | オールカマー     | GII  | 芝2200m（重） | 9     | 8     | 9     | 01.9            | （2人）         | 01着 | 2:16.7              | （36.6）            | -0.4 | 0横山典弘 | 59        | （ファッションショー） | 492         |
|        | 10.    | 27     | 東京       | 天皇賞（秋）     | GI   | 芝2000m（良） | 17    | 8     | 16    | 02.5            | （1人）         | 03着 | 1:58.9              | （34.1）            | -0.2 | 0横山典弘 | 58        | バブルガムフェロー     | 496         |
|        | 12.    | 22     | 中山       | 有馬記念         | GI   | 芝2500m（良） | 14    | 4     | 6     | 02.2            | （1人）         | 01着 | 2:33.8              | （36.5）            | -0.4 | 0横山典弘 | 56        | （マーベラスサンデー） | 502         |
| 1997.  | 04.    | 27     | 京都       | 天皇賞（春）     | GI   | 芝3200m（良） | 16    | 4     | 8     | 02.1            | （1人）         | 02着 | 3:14.6              | （35.0）            | -0.2 | 0横山典弘 | 58        | マヤノトップガン       | 488         |
|        | 09.    | 14     | ロンシャン | フォワ賞         | G3   | 芝2400m（稍） | 8     |       | 1     | -               | （1人）         | 08着 | 2:32.4              | -                   | -0.0 | 0武豊     | 58        | Yokohama               | 計不        |

## 種牡馬成績
以下の内容は、JBISサーチの情報に基づく。
| 種付年度 | 種付頭数 | 生産頭数 | 血統登録頭数 | 出走頭数 | 勝馬頭数 | 重賞勝馬頭数 | AEI  | CPI  |
| -------- | -------- | -------- | ------------ | -------- | -------- | ------------ | ---- | ---- |
| 1998     | 76       | 56       | 55           | 46       | 31       | 3            | 1.71 |      |
| 1999     | 111      | 94       | 93           | 81       | 51       | 2            | 1.19 |      |
| 2000     | 117      | 96       | 92           | 78       | 49       | 1            | 0.56 |      |
| 2001     | 86       | 71       | 67           | 57       | 35       | 0            | 0.65 |      |
| 2002     | 64       | 51       | 50           | 41       | 32       | 1            | 0.82 |      |
| 2003     | 62       | 46       | 45           | 36       | 22       | 2            | 0.72 |      |
| 2004     | 75       | 58       | 57           | 48       | 36       | 1            | 0.80 |      |
| 2005     | 73       | 53       | 49           | 43       | 29       | 1            | 0.47 |      |
| 2006     | 51       | 40       | 37           | 32       | 21       | 0            | 0.33 |      |
| 2007     | 42       | 24       | 24           | 20       | 11       | 0            | 0.24 |      |
| 2008     | 43       | 32       | 31           | 23       | 12       | 0            | 0.25 |      |
| 2009     | 10       | 7        | 7            | 4        | 2        | 0            | 0.32 |      |
| 合計     | 合計     | 合計     | 607          | 509      | 331      | 11           | 0.77 | 1.02 |

- 出走頭数、勝馬頭数、重賞勝馬頭数、アーニングインデックス、コンパラブルインデックスは、平地競走に限る。

### 主な産駒
- 1999年産
  - ローマンエンパイア（京成杯）[70]
  - デンゲキヒーロー（北上川大賞典）[76]
  - タフネスゴールド（中日杯（2回）、スプリングカップ（金沢））[77]
- 2000年産
  - サクラセンチュリー（日経新春杯、アルゼンチン共和国杯、鳴尾記念）[71]
  - シンコールビー（フローラステークス）[78]
- 2001年産
  - キヌガササファイヤ（のじぎく賞）[79]
- 2003年産
  - ギルガメッシュ（ブリーダーズゴールドカップ、北海優駿、赤レンガ記念、ステイヤーズカップ、瑞穂賞）[80]
- 2004年産
  - ロングプライド（ユニコーンステークス）[81]
  - ウエスタンローレル（東京湾カップ）[82]
- 2005年産
  - ピンクゴールド（不来方賞）[83]
- 2006年産
  - スイングエンジン（吉野ヶ里記念、九州オールカマー、鏡山賞）[84]

#### ブルードメアサイアーとしての産駒
- ケイティブレイブ （帝王賞、川崎記念、JBCクラシック、兵庫チャンピオンシップ、浦和記念2回、ダイオライト記念、白山大賞典、日本テレビ盃、名古屋大賞典）[72]

## エピソード

### サクラローレルの容姿
谷川直子は「今、サクラローレルほど美しい馬はいない」とサクラローレルの容姿について絶賛している。一方、大川慶次郎は「競走馬というより、馬車でも引いていた方が似合うような体つき。長い間、馬を見てきたけれど、ああいうタイプがあそこまで強いっていうのは考えられない」と述べている。

### 境勝太郎の心残り
1995年の金杯でのサクラローレルの強さに驚いた井崎脩五郎は、後年、調教師を引退した境に「あの金杯を勝ったとき、海外遠征しようと思われませんでしたか。僕は、あの金杯の強さなら、今すぐどこへ行っても通用すると思ったんですが」と質問した。すると境は「そりゃあ行きたかったさ。本当に行きたかった。外国でも十分に通用すると思った。でも、重賞といってもGIIIを初めて勝ったばかりの馬に、海外遠征なんていう話を持ち出したら、周りから笑われるんじゃないかと思って、言い出せなかった。あの時行っていれば、外国で大きいところを勝てたかもしれないのに、馬には悪いことをしてしまった。調教師生活でいちばんの心残りだよ」と答えた。井崎は「あの平成7年（1995年）、もしサクラローレルがヨーロッパに遠征していたら、ラムタラ一色だったレースシーンをぶち破り、ラムタラを破った唯一の馬として名を残していた可能性もあったのではないかと、惜しく思う気持ちを抑えることができない。金杯のサクラローレルは、それくらい強い馬だったと思うのだ」と記している。

### 名伯楽の集大成
1997年2月に定年を控えていた境は、実質最終年となる1996年を自身の調教師人生の集大成として、年間重賞10勝という大きな目標を掲げた。この年の境厩舎は、サクラキャンドル、サクラローレル、サクラエイコウオーという古馬の実績馬に加え、サクラケイザンオー、サクラスピードオー、サクラシンオー、マウンテンストーンといった4歳の素質馬が揃っており、1月から順調に重賞勝利を重ねていき、10月の天皇賞(秋)を迎えるまでに、すでに重賞8勝を挙げていた。天皇賞(秋)に出走するサクラローレルは、タマモクロス以来2頭目となる天皇賞春秋連覇の偉業がかかっており、馬体も生涯最高といえるデキで、境は「自分が乗りたいくらいだ。何も言うことはない。これで負けたら乗り役が悪い」と絶対の自信を見せ、勝利を確信していた。しかし、その唯一の不安が的中する形となり、境は32年間の調教師生活で初めて他厩舎所属の騎手を激しく叱った。結局、この年の重賞勝利は9勝で、目標の10勝には惜しくも届かなかった。

### 三強と呼ばれて
1996年秋からサクラローレル、マヤノトップガン、マーベラスサンデーは『古馬三強』と呼ばれるようになる。しかし、実績面からも三強と括られることに、良太は不満を感じていた。そのことが新聞などを通じてマーベラスサンデーの古川代津雄厩務員に伝わり、古川も良太を挑発するような言動に出た。二人の舌戦も話題となり、関係は険悪になっていった。しかし、1997年天皇賞(春)のレース後の尿検査場で顔を合わせた際、古川が「勝った馬は展開の利があって勝ったけれど、アンちゃんの馬は化け物や」と良太に声を掛けたことがキッカケで、二人はお互いを分かり合える関係となった。マヤノトップガンの厩務員からも「君の馬がNo.1だよ。外国に行くんだろ？応援してるからな」と声を掛けられ、良太はその二人に言ってもらえた言葉が印象的で今も忘れられない、と語っている。

### 幻となったドバイ遠征プラン
有馬記念の勝利後、すぐに陣営は翌年の海外遠征のローテーションの検討に入った。そのひとつのプランに、ドバイワールドカップへの参戦があった。すでにホクトベガが日本代表馬として選出されていたが、日本の年度代表馬であるサクラローレルが本気で出走意思を表明すれば、主催者がレギュレーションを変更してでも、サクラローレルの出走が認められる可能性が高いと陣営は考えていた。最終的には、サクラローレルの体調面などを考慮し、ドバイワールドカップは目標から外された。

### 海外挑戦での乗り替わり
凱旋門賞挑戦においての騎手の乗り替わりは、天皇賞(春)での横山の騎乗ミスが問題ではなく、横山の海外での騎乗経験が皆無に等しいことが理由だった。小島は若い頃からフランスに遠征して騎乗しており、その影響で全もフランスの競馬にハマっていった。しかし、小島が選んでさくらコマースが購入したサクラレイコが、フランスの夏の3歳最強馬決定戦である1986年のモルニ賞(GⅠ)に出走した際、小島は騎乗させてもらうことができなかった(サクラレイコはモルニ賞を優勝)。そういった海外で味わってきた数々の悔しい経験などから、小島は、現地のタフなコースと厳しいレースを熟知した騎手でないと、凱旋門賞を本気で勝ちに行くことはできないと考えていた。当初は、小島と親交の深いフレディ・ヘッドに騎乗を依頼する予定だったが、フレディ・ヘッドが電撃引退したことにより白紙となった。そこで、海外での騎乗経験が豊富で、ロンシャンでもGⅠを勝っている武に白羽の矢が立った。

### 横山と良太の関係
横山と良太は幼馴染であり、大の親友だった。そのため、良太はサクラローレルと横山のコンビに強い拘りを持っており、サクラローレルのフォア賞と凱旋門賞での鞍上が横山でないことに不満を持っていた。そのことを心配した横山は、ドーヴィル日仏騎手対抗に出場した後、帰国を遅らせ、サクラローレルが滞在するシャンティイの馬房を訪れ、横山の前で良太と武に握手をさせた。横山は馬房の横に吊るされていたカレンダーにこっそり「良太とローレル頑張れ！」と書き置きし、シャンティイを後にしている。

### フォワ賞での故障の原因
サクラローレルのフォア賞でのレース中の故障の原因について、「日本から装蹄師を連れて行かず、現地の装蹄師が削蹄したことによる削蹄の失敗」が言われているが、良太はそれを否定し、「ロンシャンの馬場がいつもと比べ、硬すぎて、足を挫きやすい危険な馬場だったこと」を挙げている。97年秋のロンシャンは、例年に比べて極端に雨が少なく、かなり硬い馬場になっていた。フォア賞を制したヨコハマもレース後かなり跛行していた。

### 引退式後
引退式が終わり、サクラローレルが北海道に戻る馬運車の出発までには1時間ほどあったが、良太はサクラローレルとの別れが悲しく、馬運車が来る前に馬房を去った。ちょうど有馬記念出走で中山に来ていたマーベラスサンデーの古川代津雄厩務員が、良太の気持ちを察して、代わりにサクラローレルを見送った。

## 血統表
| サクラローレルの血統                 | サクラローレルの血統           | サクラローレルの血統     | （血統表の出典）       | （血統表の出典） |
| 父系                                 | ブラッシンググルーム系         | ブラッシンググルーム系   | ブラッシンググルーム系 | [ § 2 ]          |
| 父 Rainbow Quest 1981 鹿毛           | 父の父Blushing Groom 1974 栗毛 | Red God                  | Nasrullah              | Nasrullah        |
| 父 Rainbow Quest 1981 鹿毛           | 父の父Blushing Groom 1974 栗毛 | Red God                  | Spring Run             |                  |
| 父 Rainbow Quest 1981 鹿毛           | 父の父Blushing Groom 1974 栗毛 | Runaway Bride            | Wild Risk              | Wild Risk        |
| 父 Rainbow Quest 1981 鹿毛           | 父の父Blushing Groom 1974 栗毛 | Runaway Bride            | Aimee                  |                  |
| 父 Rainbow Quest 1981 鹿毛           | 父の母I Will Follow 1975 鹿毛  | Herbager                 | Vandale                | Vandale          |
| 父 Rainbow Quest 1981 鹿毛           | 父の母I Will Follow 1975 鹿毛  | Herbager                 | Flagette               |                  |
| 父 Rainbow Quest 1981 鹿毛           | 父の母I Will Follow 1975 鹿毛  | Where You Lead           | Raise a Native         | Raise a Native   |
| 父 Rainbow Quest 1981 鹿毛           | 父の母I Will Follow 1975 鹿毛  | Where You Lead           | Noblesse               |                  |
| 母 *ローラローラ Lola Lola 1985 栗毛 | 母の父Saint Cyrien 1980 鹿毛   | Luthier                  | Klairon                | Klairon          |
| 母 *ローラローラ Lola Lola 1985 栗毛 | 母の父Saint Cyrien 1980 鹿毛   | Luthier                  | Flute Enchantee        |                  |
| 母 *ローラローラ Lola Lola 1985 栗毛 | 母の父Saint Cyrien 1980 鹿毛   | Sevres                   | Riverman               | Riverman         |
| 母 *ローラローラ Lola Lola 1985 栗毛 | 母の父Saint Cyrien 1980 鹿毛   | Sevres                   | Sartoga                |                  |
| 母 *ローラローラ Lola Lola 1985 栗毛 | 母の母Bold Lady 1974 栗毛      | *ボールドラッド Bold Lad | Bold Ruler             | Bold Ruler       |
| 母 *ローラローラ Lola Lola 1985 栗毛 | 母の母Bold Lady 1974 栗毛      | *ボールドラッド Bold Lad | Misty Morn             |                  |
| 母 *ローラローラ Lola Lola 1985 栗毛 | 母の母Bold Lady 1974 栗毛      | Tredam                   | High Treason           | High Treason     |
| 母 *ローラローラ Lola Lola 1985 栗毛 | 母の母Bold Lady 1974 栗毛      | Tredam                   | Damasi                 |                  |
| 母系(F-No.)                          | (FN:14)                        | (FN:14)                  | (FN:14)                | [ § 3 ]          |
| 5代内の近親交配                      | Nasrullah 4×5                  | Nasrullah 4×5            | Nasrullah 4×5          | [ § 4 ]          |
| 出典                                 | 1. 2. 3. 4.                    | 1. 2. 3. 4.              | 1. 2. 3. 4.            | 1. 2. 3. 4.      |